# Quatrième circonscription du district de Königsberg
La quatrième circonscription du Reichstag Province de Prusse-Orientale - district de Königsberg (4e circonscription ; circonscription de Fischhausen-Königsberg-Campagne) est une circonscription pour les élections du Reichstag dans l'Empire allemand et la Confédération de l'Allemagne du Nord de 1867 à 1918.

## Découpage électoral
La circonscription comprend l'arrondissement de Fischhausen et l'arrondissement de Königsberg. En outre, la circonscription de l'arrondissement de Labiau comprend les districts de domaine de Julienhöhe (de) et Willmanns et de l'arrondissement urbain de Königsberg, les anciennes communes de Ponarth (de), Tragheinesdorf, Vorderhufen (de) et les anciens districts de domaine de Karolinenhof, Mühlenhof (de), Neue Bleiche, Rosenau (de), Löbenicht'scher Ziegelhof ainsi que des parties des communes de Schönfließ, Lawsken (de), Kalthof et Mittelhufen (de) et des parties des districts de domaine d'Amalienau, Groß-Rathshof, Liep (de) et Speichersdorf.
| Année | Habitants |
| ----- | --------- |
| 1890  | 106 934   |
| 1895  | 110 297   |
| 1900  | 115 268   |
| 1905  | 120 543   |
| 1910  | 128 465   |

|      | Agriculture | Industrie et commerce | Commerce et services |
| ---- | ----------- | --------------------- | -------------------- |
| 1895 | 65,0 %      | 17.7 %                | 17.3 %               |
| 1907 | 50,2 %      | 24,5 %                | 25.3 %               |

|      | Protestants | Catholiques |
| ---- | ----------- | ----------- |
| 1890 | 97,7 %      | 1.0 %       |
| 1905 | 97,0 %      | 1.3 %       |
| 1910 | 96,4 %      | 1.7 %       |

## Députés
| Élections                                    | Député                                   | Parti politique             | Image                               |
| -------------------------------------------- | ---------------------------------------- | --------------------------- | ----------------------------------- |
| Élection du Reichstag de février 1867 à 1874 | Otto Karl von Hüllessem-Meerscheidt (de) | Parti conservateur          | 0                                   |
| Élection du Reichstag 1874 à 1876            | Alfred Siegfried                         | Parti national-libéral      | 0                                   |
| Élection partielle 1876 à 1877               | Anton von der Goltz                      | Conservateur                | 0                                   |
| Élection du Reichstag 1877 à 1881            | Otto Tortilowicz von Batocki-Friebe      | Conservateur                | Otto Tortilowicz von Batocki-Friebe |
| Élection du Reichstag de 1881 à 1903         | August von Donhoff                       | Conservateur allemand       | August von Donhoff                  |
| Élection du Reichstag 1903 à 1912            | Richard zu Dohna-Schlobitten             | Parti conservateur allemand | Richard zu Dohna-Schlobitten        |
| Élection du Reichstag de 1912 à 1918         | Franz Bartschat                          | FVP                         |                                     |

## Élections

### 1867 (février)
Un seul tour de scrutin a lieu.
| Candidat                            | Parti politique | Voix | % | Remarques |
| ----------------------------------- | --------------- | ---- | - | --------- |
| Otto Karl von Hülsessem-Meerscheidt | Conservateur    | 8920 | 0 | 0         |

### 1867 (août)
Un seul tour de scrutin a lieu.
| Candidat                            | Parti politique | Voix | % | Remarques |
| ----------------------------------- | --------------- | ---- | - | --------- |
| Otto Karl von Hülsessem-Meerscheidt | Conservateur    | 5850 | 0 | 0         |

### 1871
Un seul tour de scrutin a lieu.
| Candidat                            | Parti politique | Voix | % | Remarques |
| ----------------------------------- | --------------- | ---- | - | --------- |
| Otto Karl von Hülsessem-Meerscheidt | Conservateur    | 4856 | 0 | 0         |
|                                     | F               | 3077 | 0 | 0         |
| Autre                               | 0               | 63   | 0 | 0         |

### 1874
Un seul tour de scrutin a lieu.
| Candidat         | Parti politique | Voix | % | Remarques |
| ---------------- | --------------- | ---- | - | --------- |
| Alfred Siegfried | NLP             | 4623 | 0 | 0         |
| Autre            | 0               | 24   | 0 | 0         |

### Élection partielle de 1876
Après que Siegfried ait démissionné de son mandat pour des raisons de santé, une élection de remplacement est nécessaire le 24 avril 1876. Un seul tour de scrutin a lieu.
| Candidat            | Parti politique | Voix | % | Remarques |
| ------------------- | --------------- | ---- | - | --------- |
| Anton von der Goltz | Conservateur    | 3443 | 0 | 0         |
|                     | NLP             | 3407 | 0 | 0         |
| Autre               | 0               | 25   | 0 | 0         |

### 1877
Un seul tour de scrutin a lieu.
| Candidat                           | Parti politique | Voix | % | Remarques |
| ---------------------------------- | --------------- | ---- | - | --------- |
| Otto Tortilowicz de Batocki-Friebe | Conservateur    | 4645 | 0 | 0         |
|                                    | PNL             | 3723 | 0 | 0         |
| Autre                              | 0               | 57   | 0 | 0         |

### 1878
Un seul tour de scrutin a lieu.
| Candidat                           | Parti politique | Voix | % | Remarques |
| ---------------------------------- | --------------- | ---- | - | --------- |
| Otto Tortilowicz de Batocki-Friebe | Conservateur    | 6374 | 0 | 0         |
|                                    | NLP             | 3066 | 0 | 0         |
| Autre                              | 0               | 104  | 0 | 0         |

### 1881
Un seul tour de scrutin a lieu.
| Candidat           | Parti politique | Voix | % | Remarques |
| ------------------ | --------------- | ---- | - | --------- |
| August von Donhoff | Conservateur    | 5899 | 0 | 0         |
|                    | F               | 5416 | 0 | 0         |
| Autre              | 0               | 14   | 0 | 0         |

### 1884
Le nombre d'électeurs éligibles s'élève à 20 141 et le nombre de suffrages exprimés au premier tour à 12 348, dont 38 nuls. Le taux de participation électorale est de 61,5 %. Un seul tour de scrutin a lieu.
| Candidat           | Parti politique | Voix | % | Remarques |
| ------------------ | --------------- | ---- | - | --------- |
| August von Donhoff | Conservateur    | 7527 | 0 | 0         |
|                    | F               | 4699 | 0 | 0         |
|                    | SPD             | 119  | 0 | 0         |
| Autre              | 0               | 3    | 0 | 0         |

### 1887
Le nombre d'électeurs éligibles est de 20 516 et le nombre de suffrages exprimés au premier tour est de 13 364, dont 51 nuls. Le taux de participation électorale est de 65,4 %. Un seul tour de scrutin a lieu.
| Candidat           | Parti politique | Voix   | % | Remarques |
| ------------------ | --------------- | ------ | - | --------- |
| August von Donhoff | Conservateur    | 10 977 | 0 | 0         |
|                    | F               | 2187   | 0 | 0         |
|                    | SPD             | 187    | 0 | 0         |
| Autre              | 0               | 13     | 0 | 0         |

### 1890
Les partis du cartel se sont mis d’accord sur un candidat conservateur. Un seul tour de scrutin a lieu. Le nombre d'électeurs éligibles est de 20 683 et le nombre de suffrages exprimés au premier tour est de 12 780, dont 66 nuls. Le taux de participation électorale est de 61,8 %.
| Candidat           | Parti politique | Voix | %    | Remarques                       |
| ------------------ | --------------- | ---- | ---- | ------------------------------- |
| Kühn               | DF              | 3171 | 24.9 | Propriétaire foncier à Rogehnen |
| August von Donhoff | Conservateur    | 7199 | 59,6 | 0                               |
| Carl Schultze (de) | SPD             | 2270 | 17.9 | 0                               |
| Autre              | 0               | 74   | 0,6  | 0                               |

### 1893
Un seul tour de scrutin a lieu. Le nombre d'électeurs éligibles est de 21 441 et le nombre de suffrages exprimés au premier tour est de 14 931, dont 77 nuls. Le taux de participation électorale est de 69,6 %.
| Candidat           | Parti politique | Voix | %    | Remarques |
| ------------------ | --------------- | ---- | ---- | --------- |
| Kühn               | DVP             | 1304 | 8.8  | 0         |
| August von Donhoff | Conservateur    | 9119 | 61,4 | 0         |
| Carl Schultze (de) | SPD             | 4400 | 29.6 | 0         |
| Autre              | 0               | 31   | 0,2  | 0         |

### 1898
Après que Dönhoff ait voté pour les accords commerciaux russes au Reichstag, on lui suggère de quitter le groupe conservateur. Les conservateurs et le BdL désignent donc Dohna-Wundlaken lors de cette élection. Dönhoff est désigné par les conservateurs modérés et les partisans de la RDA. Conformément à l'accord provincial entre les deux partis libéraux, un candidat FVP est choisi. Deux tours de scrutin ont lieu. Le nombre d'électeurs s'èleve à 22 805 et le nombre de suffrages exprimés au premier tour est de 15 526, dont 139 nuls. Le taux de participation est de 68,1 %.
| Candidat           | Parti politique | Voix | %    | Remarques                        |
| ------------------ | --------------- | ---- | ---- | -------------------------------- |
| Dohna-Wundlaken    | BDL             | 3739 | 24.3 | 0                                |
| Knischewski        | FVP             | 301  | 2.0  | 0                                |
| August von Donhoff | Conservateur    | 4636 | 30.1 | 0                                |
| Franz Schnell      | SPD             | 6616 | 43,0 | Marchand de cigares à Königsberg |
| Autre              | 0               | 95   | 0,6  | 0                                |

Lors du second tour des élections, Freisinn et BdL votent pour Dönhoff. Le nombre de suffrages exprimés lors du second tour des élections est de 17 207, dont 79 nuls. Le taux de participation est de 75,5 %.
| Candidat           | Parti politique | Voix | %    | Remarques |
| ------------------ | --------------- | ---- | ---- | --------- |
| August von Donhoff | Conservateur    | 9715 | 56,7 | 0         |
| Franz Schnell      | SPD             | 7413 | 43.3 | 0         |

### 1903
Contrairement aux dernières élections, le BdL soutient le candidat conservateur « pour des raisons patriotiques », même si des critiques sont également formulées quant à son départ du BID. Un seul tour de scrutin a lieu. Le nombre d'électeurs éligibles est de 23 706 et le nombre de suffrages exprimés au premier tour est de 18 644, dont 73 nuls. Le taux de participation électorale est de 78,6 %.
| Candidat                     | Parti politique | Voix | %    | Remarques                          |
| ---------------------------- | --------------- | ---- | ---- | ---------------------------------- |
| Dr Liechtenstein             | FVP             | 1195 | 6.4  | Conseiller judiciaire à Königsberg |
| Richard zu Dohna-Schlobitten | Conservateur    | 9729 | 52,4 | 0                                  |
| Otto Braun                   | SPD             | 7599 | 40,9 | 0                                  |
| Autre                        | 0               | 48   | 0,3  | 0                                  |

### 1907
Le BdL et les conservateurs se sont mis d’accord sur un candidat conservateur commun. Le NLP et le FVP présentent un candidat commun du FVP qui annonce qu'il ne rejoindra aucune faction après les élections. Un seul tour de scrutin a lieu. Le nombre d'électeurs éligibles est de 24 416 et le nombre de suffrages exprimés au premier tour est de 21 288, dont 84 nuls. Le taux de participation électorale est de 87,2 %.
| Candidat                     | Parti politique      | Voix   | %    | Remarques                           |
| ---------------------------- | -------------------- | ------ | ---- | ----------------------------------- |
| Richard zu Dohna-Schlobitten | Conservateur         | 14 643 | 69.1 | 0                                   |
| Otto Braun                   | SPD                  | 5316   | 25.1 | 0                                   |
| Gustave Dombrowski           | Candidat indépendant | 1214   | 5.7  | Propriétaire d'une crèche à Ponarth |
| Autre                        | 0                    | 31     | 0,1  | 0                                   |

### 1912
Selon l'accord provincial, le NLP et le FoVP se sont mis d'accord sur le candidat du FoVP. Il y a deux tours de vote. Le nombre d'électeurs éligibles est de 27 415 et le nombre de suffrages exprimés au premier tour est de 22 822, dont 66 nuls. Le taux de participation électorale est de 83,2 %.
| Candidat                     | Parti politique | Voix | %    | Remarques |
| ---------------------------- | --------------- | ---- | ---- | --------- |
| Franz Bartschat              | FoVP            | 7078 | 31.1 | 0         |
| Richard zu Dohna-Schlobitten | Conservateur    | 9358 | 41.1 | 0         |
| Albert Borowski (de)         | SPD             | 6271 | 27.6 | 0         |
| Autre                        | 0               | 46   | 0,2  | 0         |

Lors du second tour des élections, Freisinn et BdL votnt pour Dönhoff. Le nombre de suffrages exprimés lors du second tour est de 22 350, dont 71 nuls. Le taux de participation est de 81,5 %.
| Candidat                     | Parti politique | Voix   | %    | Remarques |
| ---------------------------- | --------------- | ------ | ---- | --------- |
| Franz Bartschat              | FoVP            | 12 112 | 54,4 | 0         |
| Richard zu Dohna-Schlobitten | Conservateur    | 10 167 | 44,6 | 0         |